# Thomas Blunt
Pour les articles homonymes, voir Blunt.
Sir Thomas Blunt (mort en 1400) était un noble anglais, partisan de Richard II d'Angleterre.

## Naissance et mariage
Thomas Blunt était le fils aîné de Sir Thomas Blunt, né vers 1321 et mort vers 1407, et de sa femme, Joan Hakluyt. 
Il se marie en 1387 avec la veuve de l'ancien trésorier de l’Échiquier, Sir Hugh Segrave. Un second mariage lui octroie des terres dans le Wiltshire et l'Hampshire et lui permet de représenter le Wiltshire au Parlement en 1397 avec Sir Henri Greene. 

## Vie à la cour
Lors du couronnement de Richard II en 1377, Sir Thomas était adjoint de John Hastings, comte de Pembroke, au poste de drapier du roi ou le gardien de son linge, et fut très proche de Richard II tout au long de son règne. 
En 1399, il refusa de reconnaître comme légitime la revendication d'Henri IV de remplacer Richard. Après le couronnement d'Henri (le 6 octobre 1399), il rejoignit le comte d'Huntingdon, le comte de Kent, le comte de Salisbury, le comte de Rutland, l'abbé de Westminster, et d'autres, dans une insurrection, connu sous le nom de soulèvement de l'Épiphanie. Sir Thomas, qui est décrit par les chroniqueurs contemporains comme un noble et sage chevalier, rencontra les meneurs de la conspiration lors d'un dîner avec l'abbé de Westminster le 18 décembre 1399, et ils se mirent d'accord pour surprendre Henri lors d'un tournoi à Windsor. 
Cependant, Henri découvrit l'intrigue par la trahison du comte de Rutland, et, convoquant une armée à Londres, fondit sur les rebelles qui s'étaient assemblés par centaines près de Windsor. Ces derniers se retirèrent et tentèrent de rejoindre Cirencester, où beaucoup d'entre eux furent capturés le 6 janvier 1400. Blunt parvint, lui, avec quelques amis, à s'enfuir vers Oxford, et fut capturé et exécuté le 12 janvier sur le Green Ditch près de la ville. Onze personnes, décrites comme étant les valets de Blunt, furent condamnées à l'exil à Oxford au même moment, et par la suite pardonnés le 19 février 1400. La plupart des autres leaders de la conspiration furent exécutés.

## Mort
L'incroyable cruauté de la mort de Blunt fut abondamment décrite par de nombreux chroniqueurs contemporains. Il fut tout d'abord pendu, puis ouvert et éviscéré, alors qu'il était toujours en vie et répondait aux moqueries de Sir Thomas Erpingham, le chambellan du roi, qui dirigeait l'exécution. Il fut finalement décapité et découpé et sa tête fut envoyée à Londres. Ses grands domaines furent confisqués par la couronne, mais quelques-uns furent accordés à Sir Walter Blunt (mort en 1403), un parent éloigné, et sa femme, Sancha. À la mort de Thomas Blunt, la lignée Belton de la famille Blunt s'éteint. 

Un contemporain écrit : 
Sir Thomas fut pendu ; mais le licol fut aussitôt coupé, et il fut fait asseoir sur un banc devant un grand feu, le bourreau vint avec un rasoir à la main et s'agenouilla devant Sir Thomas, qui avaient les mains attachées, lui priant de lui pardonner sa mort, car il devait remplir son office. Sir Thomas demanda : « Êtes-vous la personne nommée pour me délivrer de ce monde ? » Le bourreau répondit : « Oui, Sir, je pris pour que vous pardonniez. » Et Sir Thomas l'embrassa, et lui pardonna pour l'avoir tué. Le bourreau s'agenouilla alors, ouvrit son ventre, découpa ses boyaux et les jeta au feu. Pendant que Sir Thomas agonisait, Erpyngham, le chambellan du roi, insultant Blunt, lui dit, avec dérision : « Va, cherche un maître qui peut te guérir. » Blunt répondit seulement : « Te Deum laudamus ! Béni soit le jour où je suis né et béni soit ce jour, où je dois mourir pour le service de mon souverain seigneur, le noble roi Richard. » Sa tête fut aussitôt tranchée et il fut découpé. 
Sa mort fut mentionnée dans la pièce de Shakespeare Richard II, dans le dernier acte, lorsque Northumberland entre et annonce au roi Henri : « Je vous apporte comme nouvelle, que j'ai fait envoyer à Londres les têtes de Salisbury, Spencer, Blunt, and Kent."

## Famille
Le cousin de Sir Thomas, Nicolas, qui l'avait aidé lors de l'insurrection, s'enfuit en Italie et fut banni. Il entra au service de Galeazzo Visconti, duc de Milan, et combattit avec les Milanais contre Rupert, empereur de Germanie, de 1401 à 1404. Il retourna en Angleterre en 1404 et vécut clandestinement jusqu'à la mort d'Henri IV en 1413. À son retour au pays, il prend le nom de Croke et se marie avec Agnes, fille de John Heynes, avec laquelle il devint l'ancêtre de Sir John Croke et Sir George Croke.